# Nazareno Fonticoli
Nazareno Fonticoli (Penne, 21 giugno 1906 – Penne, 29 gennaio 1981) è stato uno stilista italiano.

## Biografia
Inizia ad imparare l'arte sartoriale a soli 6 anni, incoraggiato dal padre, e a 16 anni si trasferisce a Milano, dove continua ad esercitare il mestiere.  
Nel 1926 si sposta a Roma e apre un laboratorio di sartoria in proprio. Diventa poi il maestro sarto del negozio di abbigliamento Satos in via del Corso, dove incontra Gaetano Savini, con il quale intraprende la grande avventura di Brioni, l'azienda il cui nome si ispira al piccolo arcipelago Brioni, a 2 km dalla costa dell’Istria. 
Nazareno Fonticoli e Gaetano Savini fondano a Roma, in via Barberini, l’atelier di Alta Moda maschile e poi nel 1960 spostano la produzione a Penne. Nasce la grande sartoria su misura e prêt-à-porter, che segnerà il vero successo mondiale del brand. 
Nel 1952 a Firenze Brioni partecipa alla prima sfilata di moda italiana nella Sala Bianca di Palazzo Pitti, portando per la prima volta l’uomo in passerella. 
Brioni prende parte a oltre 400 sfilate in 48 Paesi, alcune a bordo di aerei e navi. Grazie all’alta qualità dei capi e all’innovativa strategia comunicativa, la ditta conquista il mercato internazionale. Considerata l’alta specializzazione necessaria per la realizzazione dei propri capi (alcuni confezionati anche in 45 ore contro le 3 necessarie alle industrie), nel 1985 l’azienda investe sulla formazione, fondando a Penne la Scuola superiore di sartoria “Nazareno Fonticoli”. 
Negli anni Novanta lo stabilimento di Penne raggiunge i 700 dipendenti e il marchio Brioni si diffonde nel mondo con oltre 300 negozi.  
Il cinquantennio della griffe fu festeggiato con una grande retrospettiva allestita a Firenze, a Palazzo Corsini. Sempre nel 1995 Brioni veste il personaggio di James Bond nel film GoldenEye. 
L'azienda riceve numerosi premi e riconoscimenti, tra cui le Forbici d’oro. 
Nel 1997 viene istituita la Fondazione "Nazareno Fonticoli", con lo scopo di diffondere sia la formazione dei giovani, sia l'amore per la città di Penne. 
L’attenzione per la formazione è stata confermata nel 2007 dall’accordo strategico triennale con il Royal College of Art di Londra per trasmettere le tecniche sartoriali alle nuove generazioni.

## Archivio
L'archivio storico Brioni comprende manufatti e documentazione contabile-gestionale, conservati sia nell'atelier romano che nello stabilimento di Penne ed è stato dichiarato di notevole interesse storico nel 2009. 